# Russki Víxur
Russki Víxur (en rus: Русский Вишур) és un poble d'Udmúrtia, a Rússia, el 2008 tenia un habitant. Pertany al raion d'Alnaixi.